# Ruhelose Liebe
Ruhelose Liebe (OT: Love Affair) ist ein US-amerikanisches Melodrama aus dem Jahr 1939 mit Irene Dunne und Charles Boyer unter der Regie von Leo McCarey. Der Film wurde von McCarey 1957 mit Cary Grant und Deborah Kerr unter dem Titel Die große Liebe meines Lebens neu verfilmt. 

## Handlung
Der berühmte französische Künstler Michel Marnet steht kurz vor der Ehe mit der amerikanischen Erbin Lois Clarke. Auf einer Schiffsreise in die Vereinigten Staaten trifft er Terry McKay, eine Nachtclubsängerin. Obwohl auch Terry verlobt ist, verlieben sich Michel und Terry ineinander. Bei einem Zwischenstopp auf Madeira, wo Michels Großmutter lebt, gestehen sie einander ihre Gefühle. Kurz vor der Ankunft in New York schließen die Zwei einen Pakt, um sich über die Aufrichtigkeit ihrer Liebe im Klaren zu werden: Beide wollen einander sechs Monate nicht sehen und nur, wenn die gegenseitigen Gefühle nach Ablauf der Zeit immer noch stark sein sollten, wollen sie sich auf dem Dach des Empire State Building treffen. 
Im Interim zieht Terry nach Philadelphia und macht Karriere als Sängerin, während Michel mit Erfolg malt. Beide träumen ständig von dem Tag des Wiedersehens, doch als es endlich so weit ist, wird Terry von einem Auto überfahren. Sie überlebt, doch die Verletzungen machen sie zu einer Invaliden. Aus der Angst heraus, bei Michel eher Mitleid als echte Gefühle zu erwecken, zieht sich Terry komplett zurück. Michel, der vergeblich auf dem Dach auf Terry wartet, ist tief enttäuscht. Am Ende finden die beiden Liebenden doch noch zueinander. 

## Hintergrund
Irene Dunne war seit Mitte der 1930er zu einem beliebten Hollywoodstar aufgestiegen, die gleichermaßen in tränenreichen Melodramen wie The Secret of Madame Blanche und Screwball Comedies wie Theodora wird wild und Die schreckliche Wahrheit Erfolge feiern konnte. 
Leo McCarey, der Regisseur von Die schreckliche Wahrheit bot Irene Dunne Ende 1938 die weibliche Hauptrolle in seinem neuesten Projekt The Love Match an. Erst kurz vor dem offiziellen Verleih wurde der Film in Love Affair umbenannt. Die Geschichte über zwei unglücklich verliebte Menschen, die nur über Umwege zum Glück finden brachte Dunne zum ersten Mal mit Charles Boyer zusammen. Der französische Schauspieler war vor allem durch seine Auftritte als Napoleon neben Greta Garbo in Maria Walewska und neben Hedy Lamarr in Algiers zu Ruhm gekommen.
Die beiden Schauspieler kamen sehr gut miteinander aus und die gegenseitige Achtung half den beiden, die mitunter schwierigen Dreharbeiten harmonisch zu gestalten. Leo McCarey war teilweise gezwungen, ohne fertiges Drehbuch zu arbeiten. Zum einen intervenierte die Zensurbehörde, die jeden Verdacht einer nichtehelichen sexuellen Beziehung zwischen den Charakteren zu verhindern suchte und immer wieder aufs Neue ihr Veto einlegte. Vor allem suchte McCarey aber nach einem gelungenen Übergang zwischen den eher humorvollen Szenen an Bord des Schiffs zu Beginn und den melodramatischen Wendungen in der zweiten Hälfte. Es war am Ende Charles Boyer, der vorschlug, die zunächst nur kurze Szene auf Madeira aufzuwerten. 
Trotzdem waren Dunne und Boyer gezwungen, in etlichen gemeinsamen Einstellungen mehr oder weniger zu improvisieren, da am Morgen keine fertigen Dialoge vorlagen. Am Ende erklärten beide Schauspieler Ruhelose Liebe zu ihren Lieblingsfilmen. Der große finanzielle und künstlerische Erfolg des Films etablierte die Zwei als Leinwandpaar, das gemeinsam noch in When Tomorrow Comes und Modell wider Willen auftrat. Irene Dunne wurde für den Oscar als Beste Hauptdarstellerin nominiert, verlor jedoch gegen Vivien Leigh in Vom Winde verweht.
Leo McCarey drehte 1957 ein Remake unter dem Titel Die große Liebe meines Lebens. 1993 wurde mit Warren Beatty und Annette Bening ein weiteres Remake, diesmal unter dem Originaltitel Love Affair in den Verleih gebracht. Irene Dunne wiederholte ihre Rolle an der Seite von William Powell in der populären Radioshow Lux Radio Theatre im April 1940 und, wieder mit Charles Boyer an ihrer Seite, im Juli 1942, wieder für das Lux Radio Theatre.

## Auszeichnungen
Der Film ging in die Oscarverleihung 1940 mit sechs Nominierungen, gewann jedoch in keiner: 
- Bester Film
- Beste Hauptdarstellerin: Irene Dunne
- Beste Nebendarstellerin: Maria Ouspenskaya
- Bestes Drehbuch: Leo McCarey
- Beste Art Direction
- Bester Song: Wishing (Will Make It So)

Die New York Times wählte ihn unter die zehn besten Filme des Jahres 1939.

## Kritiken
Die Kritiker lobten die intelligente Regie von Leo McCarey und die Balance zwischen Humor und Pathos. 
So nannte die New York Times in ihrer Kritik Ruhelose Liebe einen 

„außerordentlich schönen Film. [...] Als Co-Autor, Regisseur und Produzent kann Leo McCarey hauptsächlich für den Erfolg des Films verantwortlich gemacht werden, doch fast ebenso groß ist das Verdienst von Irene Dunne und Charles Boyer für das Unterfangen, wie die beiden den Wechsel im Drehbuch glaubhaft gespielt haben—zunächst leicht, dann traurig, aber immer glaubhaft, immer im Charakter, immer mit einer überragenden Nutzung des Drehbuchs.“